# Bucas de Enmedio
Bucas de Enmedio (Middle Bucas Island) es una isla situada en Filipinas, adyacente a la de Mindanao. Corresponde al término municipal de Dapa perteneciente a  la provincia de Surigao del Norte situada en la Región Administrativa de Caraga, también denominada Región XIII.

## Geografía
Forma parte del grupo las  islas de Bucas junto con las de  Grande Este y Oeste. Este grupo está separado de la isla de Mindanao, municipio de Claver, por el estrecho de Hinatuán (Hinatuan Passage). El canal de Dapa, al norte, separa este grupo de la isla de Siargao, municipios de Del Carmen y Dapa.
Al este se encuentra el mar de Filipinas y al oeste el seno de Dinagat que nos separa del grupo de islas Dinagat.

## Localidades
Comprende los barrios de San Carlos (525 habitantes) y Buenavista ( 422 habitantes).